# Ahmed Alaaeldin
Ahmed Alaaeldin (en árabe: أحمد علاء الدين‎; 31 de enero de 1993), también conocido como Ahmed Alaa, es un futbolista egipcio, nacionalizado catarí, que juega en la demarcación de delantero para el Al-Gharafa SC de la Liga de fútbol de Catar.

## Selección nacional
Tras jugar con la selección de fútbol sub-23 de Catar, finalmente hizo su debut con la selección absoluta el 15 de noviembre de 2013 en un encuentro de clasificación para la Copa Asiática 2015 contra Yemen que finalizó con un resultado de 1-4 a favor del combinado catarí tras el gol de Ala Al-Sasi para Yemen, y de Sebastián Soria, Mohammed Kasola, Abdelkarim Hassan y de Mohamed El-Sayed para Catar. Además, llegó a disputar la Copa Asiática 2019 y la Copa de Oro de la Concacaf 2021.

#### Participaciones en Copas del Mundo
| Mundial           | Sede  | Resultado      | Partidos | Goles |
| ----------------- | ----- | -------------- | -------- | ----- |
| Copa Mundial 2022 | Catar | Fase de grupos | 1        | 0     |

## Clubes
| Club          | País  | Año       | Partidos | Goles |
| ------------- | ----- | --------- | -------- | ----- |
| Al-Rayyan SC  | Catar | 2010-2017 | 70       | 10    |
| Al-Gharafa SC | Catar | 2017-     | 128      | 40    |